# باشگاه فوتبال بی‌جی پاتوم یونایتد
باشگاه فوتبال بی جی پاتوم یونایتد (انگلیسی: BG Pathum United F.C.) (با نام قبلی بانکوک گلس) یک باشگاه فوتبال از تایلند است که در شهر پاتوم تانی استان پاتوم تانی قرار دارد.مقام قهرمانی در فصل ۲۰۲۰-۲۰۲۱ در لیگ برتر تایلند
از افتخارات باشگاه فوتبال بی جی پاتوم یونایتد است.